# Naoto Satō
Naoto Satō (佐藤 直人?, Satō Naoto; 1953) è un insegnante giapponese.
Satō è un astrofilo prolifico scopritore di asteroidi.
L'asteroide 6025 Naotosato prende il nome da lui.
Non è da confondere con i quasi omonimi astrofili giapponesi Hidetaka Sato, Hirohisa Sato e Yasuo Sato o con l'astronomo Isao Satō.
Collabora con la Variable Star Observers League in Japan con il codice Snt .

## Asteroidi scoperti
Di seguito un elenco non esaustivo:
| Asteroide        | Designaz. provv. | Data della scoperta | Coscopritori      |
| ---------------- | ---------------- | ------------------- | ----------------- |
| 7038 Tokorozawa  | 1995 DJ2         | 22 febbraio 1995    | con Takeshi Urata |
| 7851 Azumino     | 1996 YW2         | 29 dicembre 1996    | -                 |
| (13694) 1997 WW7 | 1997 WW7         | 23 novembre 1997    | -                 |
| 27997 Bandos     | 1997 WV7         | 23 novembre 1997    | -                 |
| (23963) 1998 WY8 | 1998 WY8         | 18 novembre 1998    | -                 |